# Formosa (Goiás)
Formosa je město ve středozápadním regionu v Brazílii ve státě Goiás.
Nachází se přibližně 80 km na východ od hlavního města Brasília. Město je známé svými krásnými přírodními scenériemi, vodopády a je také významným producentem zemědělských plodin. Poměrně významný je také chov a zpracování dobytka.
Město v kvalitě života výrazně zaostává za Brasílií, kam denně dojíždí za prací většina obyvatel. Nejdůležitější turistickou atrakcí jsou vodopády Itiquira, jejichž okolí je bohaté na jeskyně, vodopády a bystřiny. Avšak vzhledem ke stupni kriminality ve městě, se doporučuje navštěvovat turistická místa ve skupinkách.